# Радиационно-конвективная поверхность нагрева
Радиационно-конвективная поверхность нагрева (англ. Boiler radiant-convective heating surface) — поверхность нагрева котла, воспринимающая теплоту в процессе излучения и конвекции. К радиационно-конвективной поверхности нагрева обычно относится ширмовая поверхность нагрева парового котла, воспринимающая теплоту излучения и конвекции примерно в равных количествах. 
Поверхность нагрева, получающая тепло излучением горящего слоя твёрдого топлива или факела жидкого или газообразного топлива в топке, называется радиационной. Поверхность нагрева остальных частей котла, воспринимающая тепло горячих дымовых газов в основном путём соприкосновения с ними, называется конвективной. 
Во избежание обнажения стенок котла и для обеспечения надёжности и безопасности его работы низший допустимый уровень воды в барабане котла, омываемом газами, должен располагаться на 100 мм выше стенок поверхности нагрева, обогреваемых газами.